# Flugplatz Luzern-Beromünster

i7
i11
i13
Der Flugplatz Luzern-Beromünster ist ein privater Flugplatz in Beromünster im Kanton Luzern. Er wird durch die Flubag Flugbetriebs AG betrieben.

## Lage

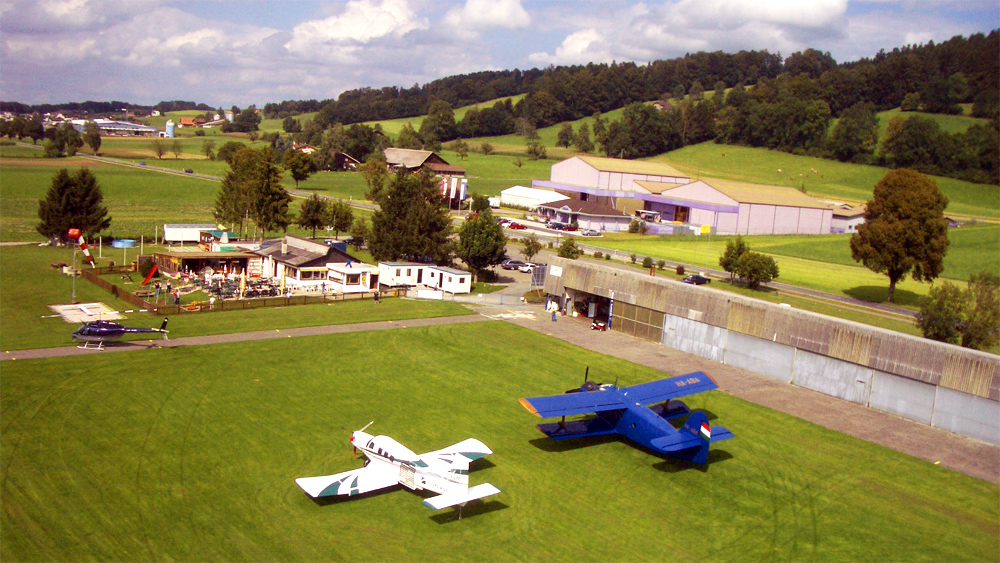
Flugplatz Beromünster

Der Flugplatz liegt etwa 2 km südöstlich von Beromünster und etwa 17 km nordwestlich von Luzern. Das Flugplatzgelände liegt auf dem Gebiet der politischen Gemeinde Beromünster. Naturräumlich liegt der Flugplatz im oberen Bereich des Wynentals. Die Wyna fliesst unmittelbar westlich des Platzes in nördlicher Richtung.

## Flugbetrieb
Am Flugplatz Luzern-Beromünster findet Flugbetrieb mit Segelflugzeugen, Motorseglern, Ultraleicht-, Motorflugzeugen und Helikopter sowie Fallschirmsprungbetrieb statt. Der Start von Segelflugzeugen erfolgt per Flugzeugschlepp. Der Flugplatz verfügt über eine 510 m lange Start- und Landebahn aus Gras für Motorflugbetrieb sowie über eine 485 m lange Start- und Landebahn aus Gras für Segelflugbetrieb. Nicht am Platz stationierte Flugzeuge benötigen eine Genehmigung des Platzhalters (PPR), um in Luzern-Beromünster landen zu können. Ausserdem benötigen auswärtige Piloten einen Einführungsflug durch einen von der Flugplatzleitung genehmigten Fluglehrer oder Class Rating Instructor, um auf der Landebahn 33 landen zu dürfen. Der Flugplatz verfügt über eine Tankstelle für AvGas und Jet A1.

## Geschichte
Die Flubag Flugbetriebs AG wurde 1966 gegründet. Die Segelfluggruppe Pilatus wurde 1967 gegründet.